# 837
Het jaar 837 is het 37e jaar in de 9e eeuw volgens de christelijke jaartelling.

## Gebeurtenissen
Byzantijnse Rijk
- Byzantijns-Arabische Oorlog: Keizer Theophilos leidt een Byzantijns expeditieleger (70.000 man) naar Syrië en valt Mesopotamië binnen. Melitene en andere vestingsteden worden heroverd op de Arabieren, deze worden verplicht een jaarlijkse schatting te betalen. Theophilos keert na een succesvolle veldtocht in triomf terug in Constantinopel.
- De Slaven komen in opstand in de omgeving van Thessaloniki (huidige Griekenland) tegen de overheersing van het Byzantijnse Rijk. Theophilos geeft opdracht de Byzantijnse bevolking te evacueren en laat ze vestigen in trans-Donau Bulgarije. (waarschijnlijke datum)

Europa
- Vikingen uit Denemarken voeren een plunderveldtocht op Walcheren (huidige Zeeland) en verwoesten de aanwezige handelsposten. In de omgeving van Domburg wordt een Frankisch fort (een ringwalburcht) bestormd en het garnizoen afgeslacht.[1]
- Bernhard van Septimanië wordt door keizer Lodewijk I ("de Vrome") benoemd tot graaf van Carcassonne (Zuid-Frankrijk).
- De emir van Córdoba Abd ar-Rahman II onderdrukt een opstand van christenen en joden.

Religie
- Eerste schriftelijke vermelding van Herisau (huidige Zwitserland).

## Geboren
- Ethelred I, koning van Wessex (waarschijnlijke datum)

## Overleden
- 20 oktober - Hugo van Tours, Frankisch edelman